# 余依婷
余依婷（2005年9月5日—），中国女子游泳运动员，2021年世界短池游泳锦标赛女子200米个人混合泳银牌得主和女子4×100米混合泳接力铜牌得主、2023年世界游泳锦标赛女子200米个人混合泳铜牌得主。

## 游泳紀錄
| 1 | 長池 | 混合4×100公尺自由泳接力 （中國隊－潘展樂、王浩宇、李冰潔、余依婷） | 3:21.18（亞洲紀錄） | 2024年2月17日 |